# Hilara immerens
Hilara immerens är en tvåvingeart som beskrevs av Collin 1933. Hilara immerens ingår i släktet Hilara och familjen dansflugor. Inga underarter finns listade i Catalogue of Life.